# 8 Pułk Bersalierów
8 Pułk Bersalierów (wł. 8° Reggimento Bersaglieri) – włoski pułk lekkiej piechoty zmotoryzowanej, zwanej we Włoszech "Bersaglieri".
8 Pułk Bersalierów został założony 1 stycznia 1871. Stacjonuje w miejscowości Caserta w regionie Kampania. Jest przyporządkowany Brygadzie Bersalierów "Garibaldi" – z dowództwem i sztabem również w Caserta.

## Działania zbrojne
8 Pułk Bersalierów był zaangażowany w wiele konfliktów zbrojnych, m.in. w wojnę przeciw Turcji w 1912 i 1913, w działania zbrojne I i II wojny światowej.
Był wysyłany do Libanu, na Bałkany oraz do udziału w misji stabilizacyjnej w Iraku.